# 特雷斯嶺

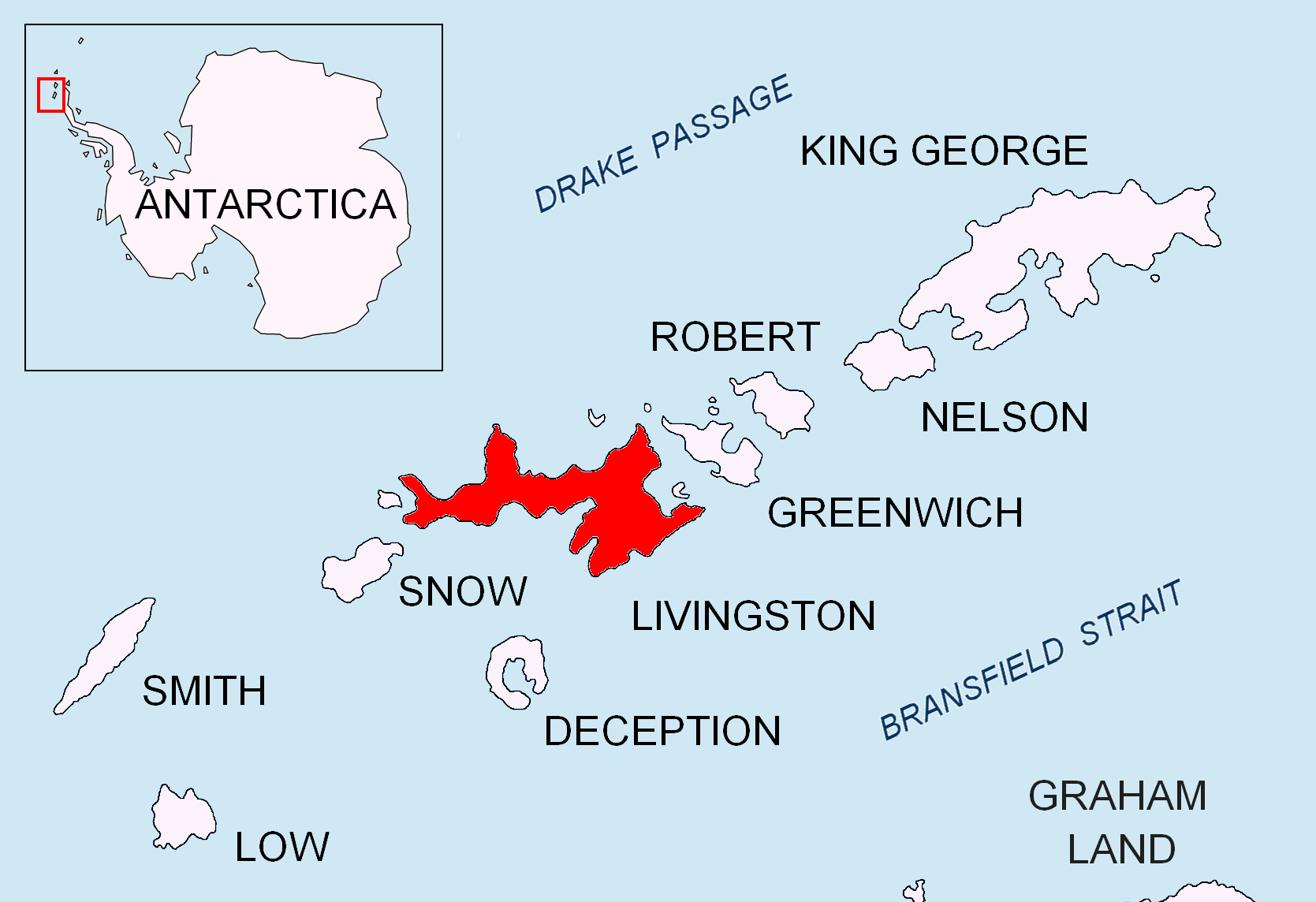

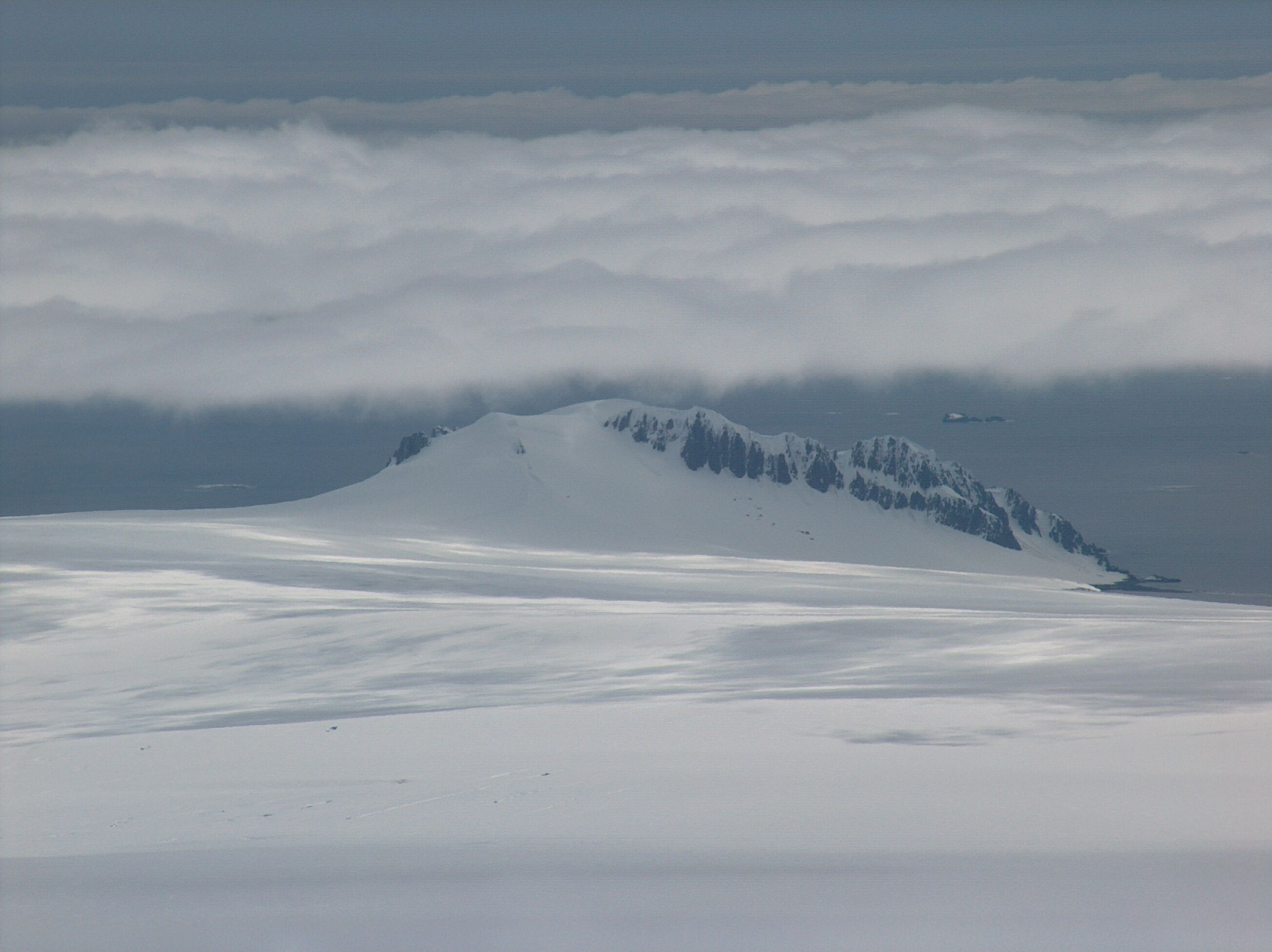

特雷斯嶺是南極洲的山嶺，位於南設得蘭群島的利文斯頓島，最高點海拔高度330米，長2公里、寬1.2公里，處於西丁斯角東南面2.3公里、萊斯利山以西10.25公里和錫內莫雷茨山以北9.25公里。
62°33′33.5″S 60°24′11″W / 62.559306°S 60.40306°W

## 外部連結
- SCAR Composite Antarctic Gazetteer（页面存档备份，存于）.